# Bistum Saint-Étienne
Das Bistum Saint-Étienne (lateinisch Dioecesis Sancti Stephani, französisch Diocèse de Saint-Étienne) ist eine in Frankreich gelegene römisch-katholische Diözese mit Sitz in Saint-Étienne.

## Geschichte
Das Bistum wurde am 26. Dezember 1970 durch Papst Paul VI. mit der Apostolischen Konstitution Signa temporum aus Gebietsabtretungen des Erzbistums Lyon errichtet und diesem als Suffraganbistum unterstellt.

## Einzelnachweise

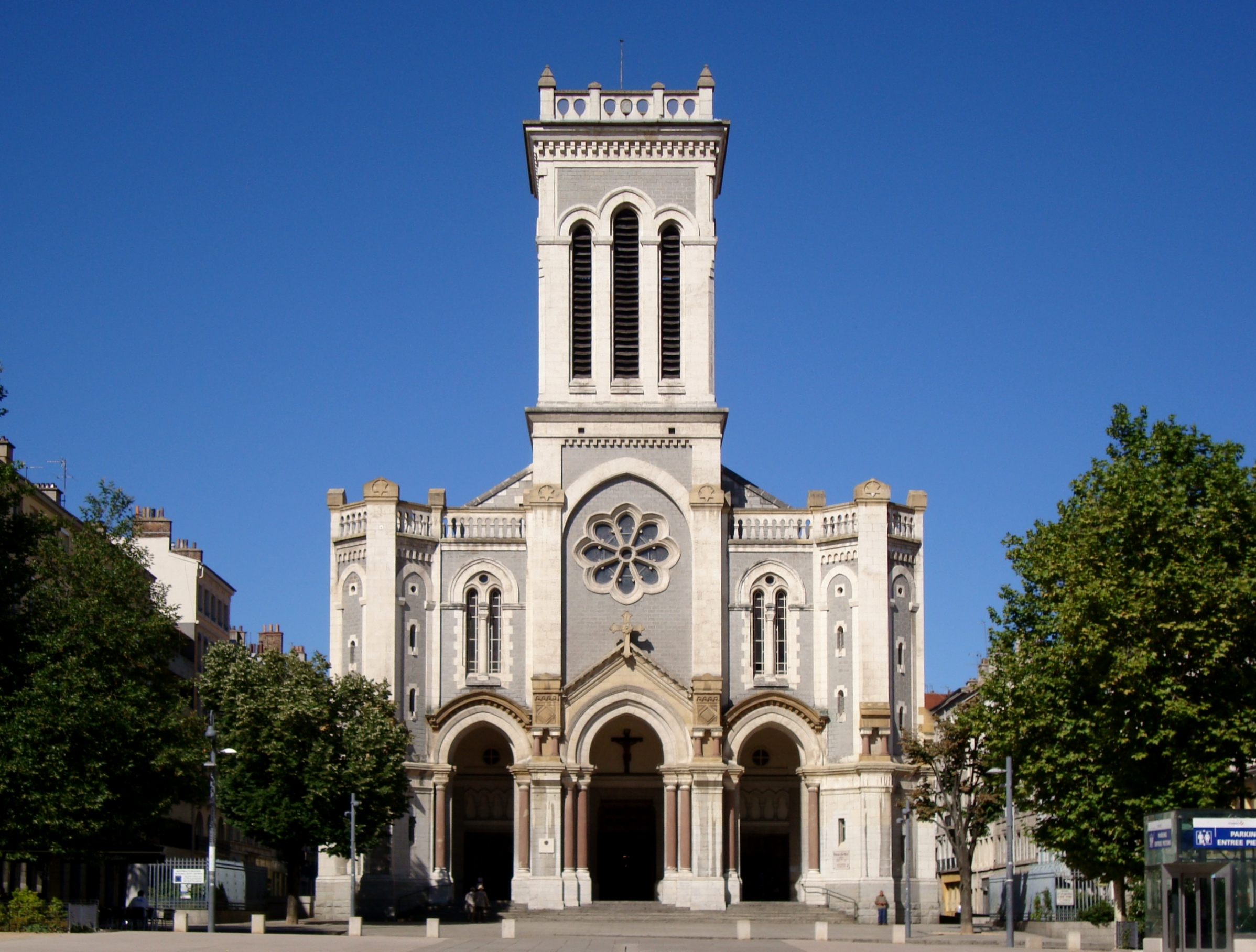
Kathedrale in Saint-Étienne

## Bischöfe von Saint-Étienne
- Paul-Marie Rousset IdP, 1971–1987
- Pierre Joatton IdP, 1988–2006
- Dominique Lebrun, 2006–2015
- Sylvain Bataille, seit 2016